# Startin' Fires
Startin' Fires è il quinto album in studio del cantante country statunitense Blake Shelton, pubblicato nel 2008.

## Tracce
1. Green – 3:00
2. Good at Startin' Fires – 3:02
3. She Wouldn't Be Gone – 3:36
4. I'll Just Hold On – 4:00
5. 100 Miles – 3:29
6. Never Lovin' You – 4:39
7. Country Strong – 3:14
8. Home Sweet Home – 3:55
9. This Is Gonna Take All Night – 3:17
10. Here I Am – 3:52
11. I Don't Care – 3:53
12. Bare Skin Rug (duetto con Miranda Lambert) – 3:47